# Port lotniczy Lawas
Port lotniczy Lawas (IATA: LWY, ICAO: WBGW) – port lotniczy położony w Lawas, w stanie Sarawak, w Malezji.